# 克波斯区
克波斯区（西班牙語：Quepos），是哥斯达黎加的一个区，位于蓬塔雷纳斯省的克波斯县。2013年该区总人口约为22000人。克波斯区位于哥斯达黎加首都圣何塞以南约60公里处，但如若通过公路途经阿特納斯區，奧羅蒂納區等地区则有157公里之远。
克波斯区是曼努埃爾安東尼奧國家公園之门户，主要发展旅游业。区内建有众多酒吧和餐馆，且夜生活十分丰富。克波斯的捕鱼业也很发达，在该地区可见多种鱼类，尤其是太平洋旗鱼，捕捞高峰期为11月至次年4月。
该区以殖民时期生活在此地的土著——克波印第安人命名。

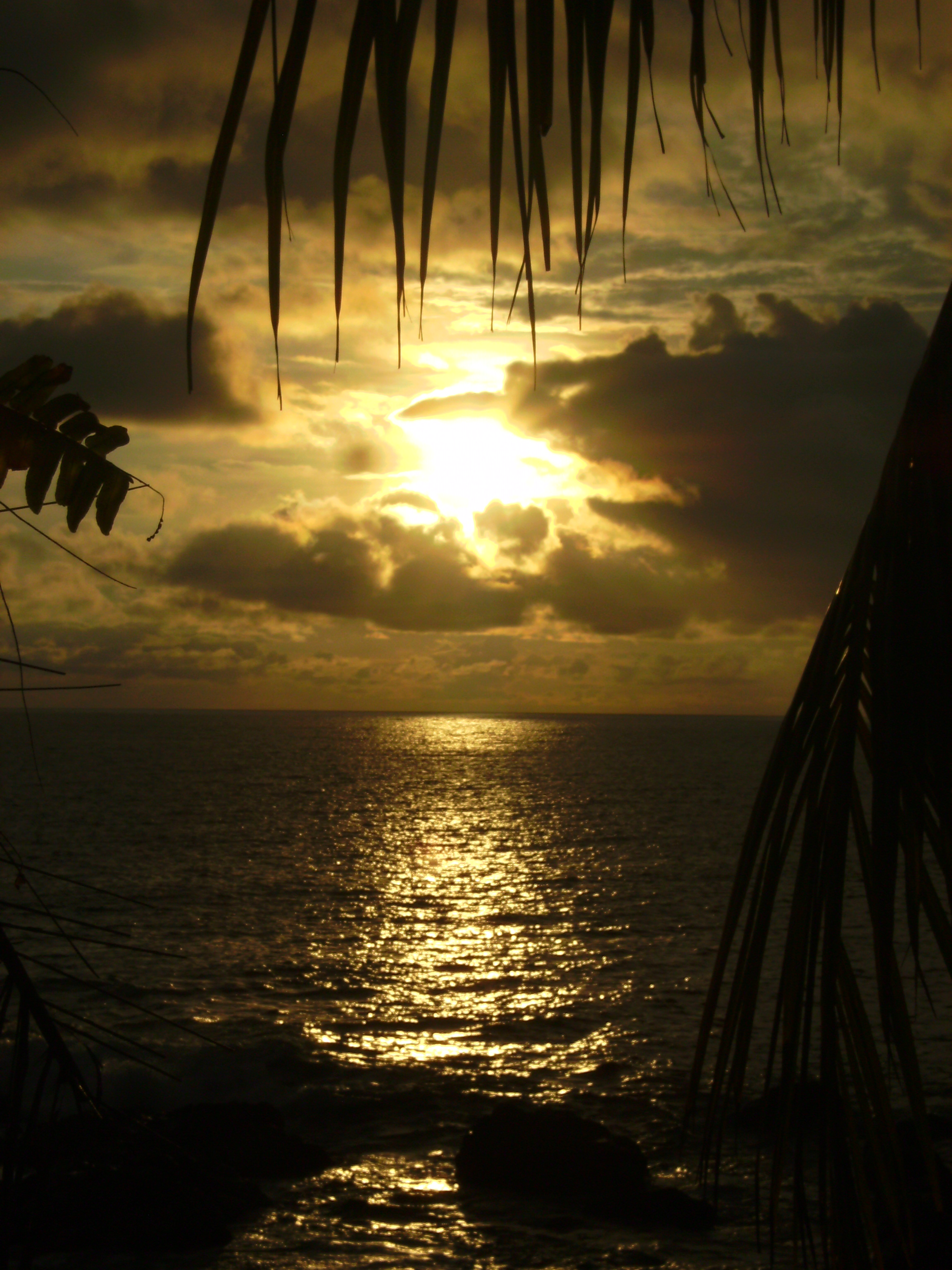
克波斯的日落

## 历史
克波斯区曾是克波人的家园，但在1563年，西班牙征服者胡安·巴斯克斯·德科罗纳多征服了该地区并建立定居点。后于1746年，克波斯区剩余的克波人全部被转移到另一个土著族群的保留地。